# The Strike at the Mines
The Strike at the Mines è un cortometraggio muto del 1911 diretto da Edwin S. Porter su una sceneggiatura di Bannister Merwin.

## Produzione
Il film fu prodotto dalla Edison Company.

## Distribuzione
Distribuito dalla General Film Company, il film - un cortometraggio in una bobina - uscì nelle sale cinematografiche degli Stati Uniti l'11 aprile 1911.